# Les tombeaux sans noms
Les tombeaux sans noms es una película documental franco-camboyana de 2018 dirigida por Rithy Panh. Seleccionada para participar en muchos festivales, ganó premios en Namur y recibió en su mayoría críticas positivas.

## Sinopsis
Rithy Panh tenía once años cuando fue deportado por los Jemeres Rojos junto con nueve miembros de su familia. Es el único que sobrevivió sin saber con precisión cómo murieron sus familiares y dónde fueron enterrados sus cuerpos. Cuarenta años después de los hechos, regresa a Camboya para buscar entierros para ellos, físicos o simbólicos. Luego, el director emprende un viaje espiritual en torno a las ceremonias budistas. Su historia personal se hace eco incansablemente de la de todo el país (sobre todo gracias a los testimonios de los supervivientes, la mayoría de ellos simples agricultores): es posible el duelo y la reconciliación después del trauma asociado a la devastación pasada.

## Reconocimientos

### Premios
- Festival Internacional de Cine Francófono de Namur - 2018 (33.ª edición):[2][3][4]
  - Premio Especial del Jurado.
  - Bayard a la Mejor Fotografía para Rithy Panh y Prum Mésar.

### Nominaciones
- Festival Internacional de Cine de Venecia 2018 (75.ª edición): selección: categoría mejor película, sección paralela Venice Days.[5][6]
- Festival Internacional de Cine de Singapur 2018 (29.ª edición): selección oficial.[7]
- Festival Internacional de Cine de Toronto 2018 (43.ª edición): selección - categoría TIFF Docs.[8][9]
- Festival Internacional de Cine de Río de Janeiro 2018 (20.ª edición): selección.[10][11]
- Festival de Cine de Telluride 2018 (45.ª edición anual): selección.[12]
- Festival de Cine El Gouna 2018 (2.ª edición): selección - categoría documental.[13]
- Premios Oscar 2019 (91.ª ceremonia): preselección - Categoría Mejor Película Extranjera.[14][15][16]
- Festival Internacional de Cine y Foro de Derechos Humanos 2019 (17.ª edición): selección - categoría documental creativo.[17]
- Festival Internacional de Programas Audiovisuales Documentales de Biarritz 2019 (31.ª edición): selección - Categoría Documental Internacional.[18]
- Festival Internacional de Cine Documental de Copenhague 2019 (16.ª edición): selección - Categoría de autor.[19]
- Festival de Documentales de Tesalónica 2019 (21.ª edición): selección - categoría Memoria e historia.[20][21]
- Festival Internacional de Cine de Jerusalén 2019 (35.ª edición): selección - categorías Premio Chantal Ackerman & En el Espíritu de la Libertad.[22]
- Festival Internacional de Cine de Jeonju 2019 (20): selección - categoría Cine Expandido.[23]
- Festival Internacional de Cine Fajr 2019 (37.ª Edición): selección - proyecciones especiales.[24]
- Festival Internacional de Cine de Hong Kong 2019 (43.ª Edición): selección - Categoría de autor.[25]

### Premios otorgados al director
Con motivo de la selección de la película, Rithy Panh fue premiado en dos festivales por toda su carrera:
- Premios Medallón de Plata del Festival de Cine de Telluride 2018.[26]
- Premio Honorífico del Festival Internacional de Cine de Singapur 2018.[27][28][29]

## Recepción crítica

### Medios franceses
Le Monde evoca una "búsqueda íntima [...] tanto carnal como espiritual y encantadora [...]. Con su escritura poética, fotos de seres queridos desaparecidos y ese paisaje de "sudario" donde la naturaleza ha reclamado sus derechos, el cineasta filma con sobriedad el homenaje que quiere rendir a sus seres queridos.
El Obs habla de "meditación demoledora" y escribe que "a través de los ritos, la naturaleza, el discurso, esta película captura su dolor pero también el alma de un país herido".
Para Télérama, es una continuación de otros logros de Rithy Panh: "obra magistral en torno a la utopía asesina que asoló Camboya en la segunda mitad de la década de 1970. [...] Una obra maestra, en la que el cineasta se renueva una vez más tendiendo a lo universal".
Finalmente, La Croix relata una "creación íntima" filmada "con modestia" y concluye en estos términos: "Fotografías en blanco y negro de hombres, mujeres y niños asesinados desfilan por las imágenes. Esta película les da una especie de entierro".

### Medios extranjeros
Variety advierte que la película no se vuelve, ni mucho menos, sólo hacia el pasado. The Hollywood Reporter lo llama un documental "emocionalmente abrumador, visualmente deslumbrante e intelectualmente estimulante" y compara a Rithy Panh con un Sísifo "real" que nunca dejaría de esperar encontrar el lugar donde estaban enterrados sus seres queridos, una búsqueda que resultó ser inútil.
El Khmer Times lo reconoce como una obra maestra, The New York Times indica que la supuesta ausencia de documentos de archivo en la película evoca el enfoque de Claude Lanzmann en Shoah, y subraya la densidad de la película tanto como su carácter profundamente conmovedor.

## Comentarios
El periodista Christophe Bataille actúa como locutor. Su comentario mezcla reflexiones personales de L'Elimination en particular (coescrito con Rithy Panh) y varias citas como la novela de Pascal Quignard, Tous les matins du monde, adaptada al cine por Alain Corneau o Night and Fog de Alain Resnais. Sobre esto último, Rithy Panh también ha explicado en el pasado que había visto la película a los dieciocho años, diciéndose a sí mismo “Estoy asombrado. Esto es exactamente lo que pasó. En algún otro lugar. Antes. Pero somos nosotros”.